# Alexander Hunzinger
Alexander Hunzinger (* 23. November 1910 in Hamburg; † 1. Oktober 1959 in München) war ein deutscher Schauspieler.

## Leben
Aufgewachsen als Sohn des Pastors August Wilhelm Hunzinger absolvierte er im Jahr 1930 am Hamburger Wilhelm-Gymnasium das Abitur. Es folgten Engagements an verschiedenen Bühnen in Hamburg. Zuletzt trat er in München in diversen Kabaretts auf.
Er wirkte auch in verschiedenen Film- und Fernsehproduktionen mit. Darunter befanden sich 1955 der Spielfilm Alibi von Alfred Weidenmann mit O. E. Hasse, Martin Held und Hardy Krüger, 1958 Der Pauker von Axel von Ambesser mit Heinz Rühmann, Wera Frydtberg und Gert Fröbe und 1959 Die Brücke von Bernhard Wicki mit Fritz Wepper, Cordula Trantow und Michael Hinz.
Zudem war Alexander Hunzinger auch in einigen Hörspielen als Sprecher tätig. So konnte man ihn im Jahr 1950 in einer Produktion des Nordwestdeutschen Rundfunks (NWDR) von Axel Eggebrechts Einer zahlt seine Schuld in der Regie von Fritz Schröder-Jahn mit Helmuth Gmelin und Inge Meysel hören.
Er starb an den Folgen einer Magenoperation.

## Filmografie
- 1950: Des Lebens Überfluß
- 1950: Der Schatten des Herrn Monitor
- 1950: Mädchen mit Beziehungen
- 1950: Lockende Gefahr
- 1950: Taxi-Kitty
- 1951: Der Verlorene
- 1951: Die Dubarry
- 1952: Die Stimme des Anderen
- 1952: Klettermaxe
- 1952: Das Sparschwein (Fernsehfilm)
- 1952: Der Kampf der Tertia
- 1952: Geheimakten Solvay
- 1953: Nur nicht aufregen
- 1954: Der Mann meines Lebens
- 1954: Klavier zu verkaufen (Fernsehfilm)
- 1955: Das heilige Experiment (Fernsehfilm)
- 1955: Alibi
- 1956: Schiff ohne Hafen (Fernsehfilm)
- 1958: …und nichts als die Wahrheit
- 1958: Der Pauker
- 1958: Der Schinderhannes
- 1959: Der Engel, der seine Harfe versetzte
- 1959: Liebe auf krummen Beinen
- 1959: Menschen im Netz
- 1959: Arzt ohne Gewissen
- 1959: Jacqueline
- 1959: Das schöne Abenteuer
- 1959: Die Brücke
- 1959: Raskolnikoff (Fernsehfilm)

## Hörspiele
- 1946: Antigone – Regie: Ludwig Cremer
- 1946: Stratenmusik – Regie: Curt Becker
- 1948: Moby Dick (3 Teile) – Regie: Gustav Burmester
- 1950: Einer zahlt seine Schuld – Regie: Fritz Schröder-Jahn
- 1952: Das Gericht zieht sich zur Beratung zurück (Folge: Die Rose am falschen Ort) – Regie: Gerd Fricke
- 1952: Der Narr mit der Hacke – Regie: Fritz Schröder-Jahn
- 1953: Das Besenmärchen – Regie: S. O. Wagner
- 1954: Karfreitag – Regie: Fritz Schröder-Jahn
- 1954: Die Feigenblatt-Gondel – Regie: Ludwig Cremer
- 1954: Unter dem Milchwald – Regie: Fritz Schröder-Jahn
- 1954: Der Sonderzug – Regie: Kurt Reiss und Heinz Schwitzke
- 1955: Der Passagier vom 1. November – Regie: Fritz Schröder-Jahn
- 1956: Das Totenschiff – Regie: Gustav Burmester
- 1959: Spionage (4. Teil: Anton Dora – bitte kommen!) – Regie: S. O. Wagner